# Industrie- und Handelskammer Heilbronn-Franken
Die IHK Heilbronn-Franken mit Sitz in Heilbronn ist eine von 79 Industrie- und Handelskammern in der Bundesrepublik Deutschland. Sie hat rund 70.000 Mitgliedsunternehmen (Stand März 2018) und vertritt die Interessen aller Gewerbetreibenden und Unternehmen mit Ausnahme reiner Handwerksunternehmen, Landwirtschaften und Freiberufler (welche nicht ins Handelsregister eingetragen sind) im Regionalverband Heilbronn-Franken. Präsident der IHK Heilbronn-Franken ist Harald Unkelbach, die Hauptgeschäftsführerin Elke Döring.

## Geschichte
Im Königreich Württemberg entstanden 1843 in Stuttgart, Heilbronn, Reutlingen und Ulm Privat-Handelskammern, also ohne gesetzliche Grundlage oder Auftrag. Als Dachverband gründeten sie den Württembergischen Handelsverein. Durch königliche Verordnung vom 19. April 1854 wurde verfügt, dass in den „gewerbereichsten Städten“ des Landes Handels- und Gewerbekammern zu bilden seien. Dadurch wurde die Handels- und Gewerbekammer in Heilbronn im Jahr 1855 gegründet. 
Mit dem württembergischen Kammergesetz vom 4. Juli 1874 wurden den Kammern die direkte Wahl und die finanzielle Selbstständigkeit übertragen. Das Gesetz betreffend die Handelskammern vom 30. Juli 1899 regelte, dass die Kammern juristische Personen wurden. Auch wurde der Name einheitlich in Handelskammer geändert, aus der Handels- und Gewerbekammer Heilbronn wurde die Handelskammer Heilbronn.
Sehr spät, nämlich erst mit das Gesetz des württembergischen Staatsministerium vom 8. Juni 1934 erfolgte die Umbenennung in Industrie- und Handelskammer Heilbronn. Bereits mit der Machtergreifung der Nationalsozialisten war die Kammer 1933 gleichgeschaltet worden. Die Selbstverwaltung der Wirtschaft wurde abgeschafft und das Führerprinzip eingeführt. Der Kammerpräsident wurde nun ernannt und ernannte wiederum die Kammermitglieder.
Zur Zeit des Nationalsozialismus wurde die Kammer in Heilbronn durch das württembergische Handelskammergesetz von 1934 zur Nebenstelle der Stuttgarter Industrie- und Handelskammer, was Anlass zu jahrelangen Auseinandersetzungen gab. 1942 wurden die Kammern aufgehoben und in Gauwirtschaftskammern überführt, wobei die Heilbronner Kammer eine Zweigstelle der Gauwirtschaftskammer Stuttgart blieb. Nach Kriegsende wurde 1945 eine neue selbstständige Industrie- und Handelskammer in Heilbronn gegründet.

## Aufgaben
Die IHK ist eine Körperschaft des öffentlichen Rechts, der vom Staat hoheitliche Aufgaben übertragen wurden. So beispielsweise die Regelung des Prüfungswesens, das Ausstellen von Außenwirtschaftsdokumenten, das Einsetzen von Sachverständigen oder das Wirken als Schiedsgericht.
Im Wesentlichen lässt sich das Aufgabengebiet der IHK in drei große Bereiche einteilen: a) Vertretung der Interessen aller Mitgliedsunternehmen der Region in Politik und Öffentlichkeit. b) Sie berät und betreut ihre Unternehmen in einer Vielzahl von Wirtschaftsfragen und nimmt Stellung zu aktuellen Vorhaben von Bund, Land und Kommunen und c) übernimmt als Selbstverwaltung der Wirtschaft zahlreiche hoheitliche Aufgaben. Über die IHK-Zentrum für Weiterbildung GmbH, eine rechtlich selbständige Tochter der IHK, werden Seminare und Weiterbildungsmaßnahmen für Firmen und Fach- und Führungskräfte angeboten.
In der Kritik stehen Zuwendungen der IHK für den Innenstadt-Campus Heilbronns und zum Flugplatz Niederstetten. Diese Zuwendungen sollen, so die Kritik, nicht unmittelbar zu den gesetzlichen Aufgaben der IHK gehören. Das Wirtschaftsministerium Baden-Württemberg veröffentlichte rechtliche Bedenken gegen die Förderung des Innenstadt-Campus in Heilbronn, stellte diese jedoch zugunsten des Bildungsstandortes zurück. Die Klage eines Kammermitglieds vor dem Verwaltungsgericht Stuttgart gegen die Förderung des Flugplatzes Niederstetten durch die IHK wurde im Mai 2010 abgewiesen. Das Gericht war zur Überzeugung gelangt, dass die IHK mit ihrem Beschluss nicht die Grenzen ihrer gesetzlich eingeräumten Befugnisse überschritten hat (Az.: 4 K 2367/09).

## Organisation
Das oberste Beschlussorgan der IHK ist die Vollversammlung.
Der IHK-Vollversammlung gehören 47 von den IHK-Mitgliedern gewählte Vertreter an. Bis zu 6 weitere Mitglieder können kooptiert werden. Die Vollversammlung bestimmt die Richtlinien der Kammerarbeit und entscheidet über alle Fragen, die für die gewerbliche Wirtschaft des Kammerbezirks oder die Arbeit der Kammer von grundsätzlicher Bedeutung sind, wie über die IHK-Satzung oder die Beitrags- und Gebührenordnung oder den Haushalt. Die IHK-Vollversammlung wählt aus ihrer Mitte den Präsidenten und die Vizepräsidenten, die gemeinsam das Präsidium bilden.
Das Präsidium besteht aus dem Präsidenten und bis zu acht Vizepräsidenten. Der Präsident und die Vizepräsidenten werden von der Vollversammlung für die Dauer der Wahlperiode aus ihrer Mitte gewählt. Das Präsidium beschließt über die Geschäftsordnung sowie die Haushalts- und Kassenordnung der Kammer. Es bereitet die Vollversammlungen und die dort zu behandelnden Verhandlungsgegenstände vor. Der Präsident leitet die Kammer im Rahmen der von der Vollversammlung festgesetzten Richtlinien und gefassten Entschließungen. Bei seiner Amtsführung wird er durch die Vizepräsidenten unterstützt und vertreten. Der Präsident und der Hauptgeschäftsführer vertreten die Kammer gemeinsam rechtsgeschäftlich und gerichtlich.

## Geschäftsfelder
Die Arbeit der IHK Heilbronn-Franken gliedert sich in sechs Geschäftsfelder:
- Standortpolitik
- Existenzgründung und Unternehmensförderung
- Unternehmen, Energie und Umwelt
- Berufsbildung
- Recht, Steuern, Außenwirtschaft
- Zentrale Dienste